# Баг-е Бар-Афтаб
Баг-е Бар-Афтаб (перс. باغ برافتاب) — село в Ірані, у дегестані Кара-Кагріз, у бахші Кара-Кагріз, шагрестані Шазанд остану Марказі. За даними перепису 2006 року, його населення становило 1556 осіб, що проживали у складі 393 сімей.

## Клімат
Середня річна температура становить 11,36 °C, середня максимальна – 29,78 °C, а середня мінімальна – -9,53 °C. Середня річна кількість опадів – 269 мм.
| Клімат поселення                              | Клімат поселення | Клімат поселення | Клімат поселення | Клімат поселення | Клімат поселення | Клімат поселення | Клімат поселення | Клімат поселення | Клімат поселення | Клімат поселення | Клімат поселення | Клімат поселення | Клімат поселення |
| Показник                                      | Січ.             | Лют.             | Бер.             | Квіт.            | Трав.            | Черв.            | Лип.             | Серп.            | Вер.             | Жовт.            | Лист.            | Груд.            |                  |
| Середній максимум, °C                         | 6,39             | 8,06             | 11,79            | 17,80            | 23,06            | 28,29            | 29,78            | 29,58            | 25,04            | 18,95            | 12,32            | 7,01             |                  |
| Середня температура, °C                       | −1,57            | 0,11             | 3,83             | 9,85             | 15,11            | 20,34            | 24,11            | 23,90            | 19,36            | 13,29            | 6,65             | 1,34             |                  |
| Середній мінімум, °C                          | −9,53            | −7,85            | −4,13            | 1,89             | 7,14             | 12,38            | 18,42            | 18,22            | 13,70            | 7,62             | 0,96             | −4,34            |                  |
| Норма опадів, мм                              | 40               | 38               | 49               | 35               | 29               | 4                | 1                | 1                | 0                | 8                | 26               | 38               |                  |
| Середньомісячна швидкість вітру, м/с          | 1.48             | 2.16             | 2.93             | 3.10             | 2.60             | 2.34             | 2.30             | 2.21             | 2.15             | 2.06             | 1.68             | 1.75             |                  |
| Середньомісячна сонячна радіація, кДж/м²·день | 9417             | 12605            | 15159            | 18421            | 22417            | 26959            | 25888            | 24241            | 21401            | 15836            | 11075            | 9090             |                  |
| --------------------------------------------- | ---------------- | ---------------- | ---------------- | ---------------- | ---------------- | ---------------- | ---------------- | ---------------- | ---------------- | ---------------- | ---------------- | ---------------- | ---------------- |
| Джерело:                                      |                  |                  |                  |                  |                  |                  |                  |                  |                  |                  |                  |                  |                  |